# Walter Mazzarri
Walter Mazzarri (San Vincenzo, 1 oktober 1961) is een Italiaans voetbalcoach en voormalig voetballer.

## Clubcarrière

### Als speler
Mazzarri speelde in de jeugd van Fiorentina, maar maakte zijn professionele debuut in 1981 voor Pescara in de Serie B. Hij speelde in het volgende seizoen in de Serie A voor Cagliari, alvorens te worden verkocht aan Reggiana. Hij speelde het langst bij Empoli. Mazzarri beëindigde zijn spelerscarrière in 1995 bij Sassari Torres. Mazzarri speelde geen interlands voor het nationale team.

### Als coach
Mazzarri begon zijn carrière als assistent van Renzo Ulivieri, de coach van Napoli in 1998. Zijn eerste elftal als technisch eindverantwoordelijke was Acireale, waar hij al speelde als voetballer in 1992 tot 1994. Daarna keerde Mazzarri terug in zijn geboortestreek Toscane en coachte hij Pistoiese van 2002 tot 2003 en Livorno in de Serie B van 2003 tot 2004. Ook werkte hij als coach van Reggina van 2004 tot 2007.
Op 31 mei 2007 werd Mazzarri aangekondigd als trainer van UC Sampdoria. Sampdoria haalde in het seizoen 2007-08 een zesde plaats, die kwalificatie verzekerde voor de UEFA Cup. Op 6 oktober 2009 werd hij aangesteld als de manager van Napoli, om Roberto Donadoni te vervangen. Hij leidde Napoli tot de zesde de plaats in de Serie A. Hiermee werd zijn contract verlengd tot juni 2013. Op 19 mei dat jaar maakte Mazzarri bekend dat hij zou stoppen als trainer van Napoli. Een week later maakte Mazzarri bekend dat hij overstapte naar Internazionale, als opvolger van de ontslagen Andrea Stramaccioni. Deze club ontsloeg hem in november 2014. Inter stond op dat moment na elf speelrondes in de Serie A op de negende plaats. Op 21 mei 2016 maakte Watford bekend dat Mazzarri was aangetrokken als de opvolger van de vertrokken Quique Sánchez Flores. Een jaar later kreeg hij zijn ontslag, waarna 
Mazzarri een half jaar zonder werk zat. Op 4 januari 2018 presenteerde Torino hem als opvolger van de weggestuurde Siniša Mihajlović, een dag nadat deze in de beker met 2-0 had verloren van stadgenoot Juventus. In 2021 werd hij aangesteld als coach van Cagliari, in mei 2022 werd hij hier ontslagen vanwege tegenvallende resultaten. Na het ontslag van Rudi Garcia in november 2023 bij Napoli keerde Mazzarri na tien jaar terug bij de club uit Napels als hoofdtrainer. Nog in hetzelfde seizoen werd hij ontslagen vanwege teleurstellende resultaten bij de Italiaanse landskampioen van 2022/23. Mazzarri werd vervangen door Francesco Calzona die destijds eveneens bondscoach was van het Slowaaks voetbalelftal.

## Erelijst

### Als coach
SSC Napoli
- Coppa Italia

2012